# خوان كارلوس أركي
خوان كارلوس أركي خوستينيانو (بالإسبانية: Juan Carlos Arce)‏، من مواليد 10 ابريل 1985 في سانتا كروز دي لا سيرا في بوليفيا، لاعب كرة قدم بوليفي.
بدأ مسيرته الكروية مع نادي أوريينتي بيتروليرو في عام 2003، ولعب معهم حتى عام 2005، وشارك معهم في 98 مباراة وسجل 17 هدف، وفي عام 2006 أعير إلى نادي بورتيغيزا، وفي عام 2006 عاد إلى نادي أوريينتي بيتروليرو، في عام 2007 أعير إلى نادي كورنثيانز البرازيلي، ولعب معهم 15 مباراة وسجل 4 أهداف، وفي عام 2008 لعب مع نادي أوريينتي بيتروليرو، ومنذ عام 2008 وهو يلعب مع نادي سيونغنام إلهوا تشونما الكوري الجنوبي.
بدأ باللعب مع منتخب بوليفيا لكرة القدم في عام 2004.

## روابط خارجية
- خوان كارلوس أركي على موقع الاتحاد الدولي (مؤرشف)  (الإنجليزية)
- خوان كارلوس أركي على موقع دوري كوريا الجنوبية (الإنجليزية)
- خوان كارلوس أركي على موقع قاعدة بيانات كرة القدم.إي يو (الإنجليزية)
- خوان كارلوس أركي على موقع ناشيونال فوتبول تيمز (الإنجليزية)
- خوان كارلوس أركي على موقع Soccerway.com (الإنجليزية)
- خوان كارلوس أركي على موقع عالم كرة القدم.نت (الإنجليزية)
- خوان كارلوس أركي على موقع كووورة
- خوان كارلوس أركي على موقع AS.com (الإسبانية)